# العنف المنزلي في غيانا
ينتشر العنف المنزلي (Domestic Violence) في غيانا ويتجاوز الخطوط العنصرية والاجتماعية و الاقتصادية. يحظر القانون من العنف المنزلي، ويعطي المرأة الحق في طلب الحماية الفورية، ويسمح للضحايا باللجوء إلى الحماية، أو الوظيفة أو أوامر الإيجار من القاضي.
تشتمل العقوبات المفروضة على مخالفة أوامر الحماية غرامات تصل إلى 54 دولاراً(10الاف دولارغياني) و السجن لمدة 12 شهراً, و مع ذلك لا يتم تنفيذ هذا التشريع يشكل متكرر.
تستخدم الحكومة قوانين وسياسات ضد العنف المنزلي مع قدر من النجاح، تكمن المشاكل في فشل المسؤولين عن التنفيذ، غالباً مايكون القضاة وموظفي الحكومة غير حساسين لمشكلة العنف المنزلي ولأدوارهم في ضمان تنفيذ القانون. بالإضافة إلى ذلك، لا يفهم جميع ضباط الشرطة فهماً تاماً لأحكام القانون. أفادت المنظمات غير الحكومية (بالإنجليزية: Non Governmental Organization) بوجود تصور واسع الانتشار بأنه يمكن رشوة بعض ضباط الشرطة والقضاة لجعل قضايا العنف المنزلي تزول.
كما أن الحكومة لا تحاكم القضايا التي وافق فيها الضحية أو عائلة الضحية على إسقاط القضية مقابل دفع نقدي خارج المحكمة.تؤكد المنظمات غير الحكومية(NGOs) الحاجة إلى محكمة عائلية متخصصة.
العنف المنزلي مشكلة في جميع مناطق البلاد، تنفيذ قوانين العنف المنزلي ضعيف بشكل خاص في المناطق الداخلية، حيث لا يكون للشرطة حضور قوي ولا تلبي المحاكم سوى مرة واحدة فقط.
في الفترة بين يناير وسبتمبر 2006, علجت منظمة (مساعدة ومأوى 414) حالات الإساءة، بما في ذلك الاعتداء على الأطفال، والزوجات، وغير الألفاظ، وغير ذلك من اشكال العنف المنزلي,(297) من الحالات التي تنطوي على إسلءة معاملة الزوج ضد المرأة.و كانت منظمة (مساعدة ومأوى) , التي تلقت مانحين من القطاع الخاص وبعض التمويل الحكومي، تدير مأوى مجانياً لضحايا العنف المنزلي، وأجرت خطاً ساخناً لمساعدة الضحايا.
تقوم المنظمات غير الحكومية(NGOs) بإدارة إعلانات الخدمة العامة وتدريب ضباط الشرطة والمدرسين و الممرضات والعاملين الزراعين والجماعات الدينية والعيادات الصحية لتوعيتهم بالعنف المنزلي. التدريب على العنف المنزلي هو جزء من المنهج الدراسي لكلية الشرطة. هناك فرقة عمل معنية بالعتف ضد المرأة تضم عضويتها ممثلين عن المنظمات غير الحكومية، وأجهزة إنفاذ القانون، والمجتمع الصحي، والشباب. جمعت فرقة العمل البيانات استعداداً لصياغة سيلسة وطنية بشأن العنف المنزلي.